# Portulaca obtusifolia
Portulaca obtusifolia är en portlakväxtart som beskrevs av Diego Legrand. Portulaca obtusifolia ingår i släktet portlaker, och familjen portlakväxter. Utöver nominatformen finns också underarten P. o. rubrisperma.